# Línea 67 (Media Distancia)
La línea 67 (Sevilla - Málaga) es una línea ferroviaria realizada por servicios MD que recorre transversalmente la comunidad española de Andalucía. Discurre por vías convencionales de ancho ibérico, pertenecientes a Adif. Es operada por la sección de Media Distancia de Renfe Operadora mediante trenes Serie 599. Mueve unos 225.000 pasajeros al año de punto a punto.
La duración mínima del viaje de Sevilla a Málaga es de 2 horas y 30 minutos. Existe otra línea de Media Distancia entre Sevilla y Málaga, pero por vía de alta velocidad a través de Córdoba, la línea 84.
Anteriormente la línea era un ramal de la línea «A3» , que posteriormente se dividió en las líneas 67 y 68 (Sevilla-Almería). El servicio se ha efectuado con diversos tipos de tren (TRD, 598) hasta llegar a los actuales Serie 599 de Renfe.